# Japans Grand Prix 1997
Japans Grand Prix 1997 var det sextonde av 17 lopp ingående i formel 1-VM 1997.

## Resultat
1. Michael Schumacher, Ferrari, 10 poäng
2. Heinz-Harald Frentzen, Williams-Renault, 6
3. Eddie Irvine, Ferrari, 4
4. Mika Häkkinen, McLaren-Mercedes, 3
5. Jean Alesi, Benetton-Renault, 2
6. Johnny Herbert, Sauber-Petronas, 1
7. Giancarlo Fisichella, Jordan-Peugeot
8. Gerhard Berger, Benetton-Renault
9. Ralf Schumacher, Jordan-Peugeot
10. David Coulthard, McLaren-Mercedes (varv 52, motor)
11. Damon Hill, Arrows-Yamaha
12. Pedro Diniz, Arrows-Yamaha
13. Jos Verstappen, Tyrrell-Ford

### Förare som bröt loppet
- Tarso Marques, Minardi-Hart (varv 46, växellåda)
- Mika Salo, Tyrrell-Ford (46, motor)
- Olivier Panis, Prost-Mugen Honda (36, motor)
- Shinji Nakano, Prost-Mugen Honda (22, hjullager)
- Ukyo Katayama, Minardi-Hart (8, motor)
- Rubens Barrichello, Stewart-Ford (6, snurrade av)
- Jan Magnussen, Stewart-Ford (3, snurrade av)

### Förare som diskvalificerades
- Jacques Villeneuve, Williams-Renault (varv 53)

### Förare som ej startade
- Gianni Morbidelli, Sauber-Petronas (olycka)